# Purificacion Santamarta
Purificacion Santamarta (Burgos, 5 mei 1962) is een Spaans voormalig atlete. Zij heeft in totaal 16 medailles gewonnen, waarvan 11 goud, op de Paralympische Spelen. Santamarta kwam voornamelijk uit in de T11-klasse.
Santamarta lijdt aan aangeboren glaucoom en had altijd een zeer slecht gezichtsvermogen. Na een mislukte operatie op 8-jarige leeftijd verloor ze haar zicht volledig. Op school begon ze aan atletiek en verkocht loten voor de blindenorganisatie ONCE.
Na haar sportcarrière werkt Santamarta als leraar lichamelijk opvoeding en was wethouder voor de PSOE in Burgos.

## Privé
Santamarta is gehuwd en heeft twee kinderen, een jongen en een meisje.

## Overzicht Paralympische medailles
| Evenement      | Resultaat | Onderdeel                                              |
| -------------- | --------- | ------------------------------------------------------ |
| Arnhem 1980    | zilver    | 400 meter A                                            |
| New York 1984  | goud      | 100 meter B1, 400 meter B1                             |
| Seoul 1988     | goud      | 100 meter B1                                           |
| Seoul 1988     | zilver    | 400 meter B1, Verspringen B1                           |
| Barcelona 1992 | goud      | 100 meter B1, 200 meter B1, 400 meter B1, 800 meter B1 |
| Atlanta 1996   | goud      | 100 meter T10, 200 meter T10, 400 meter T10,           |
| Sydney 2000    | goud      | 400 meter T11                                          |
| Sydney 2000    | zilver    | 100 meter T12                                          |
| Athene 2004    | brons     | 200 meter T11                                          |